# Mangrovie del Rio Piranhas
Le mangrovie del Rio Piranhas sono una ecoregione definita dal WWF (codice ecoregione: NT1432) che raggruppa diversi lembi di mangrovia ubicati sulla costa nordorientale del Brasile.

## Territorio
L'ecoregione comprende una serie discontinua di appezzamenti di mangrovie che si estende da Rio Tinto (Paraíba) a Maceió (Alagoas). Uno dei lembi più estesi si trova sull'estuario del fiume Mamanguape; altri si trovano attorno a João Pessoa e lungo la costa del Pernambuco, dal fiume Goiana al Rio Formoso.

## Flora
La vegetazione, alta sino a 20 m, è formata in prevalenza da mangrovie rosse (Rhizophora mangle), mangrovie nere (Avicennia schaueriana) e mangrovie bianche (Laguncularia racemosa). Altre specie che concorrono in minore misura sono Conocarpus erectus, Dalbergia ecastaphyllum e Psittacanthus dichrous.

## Fauna

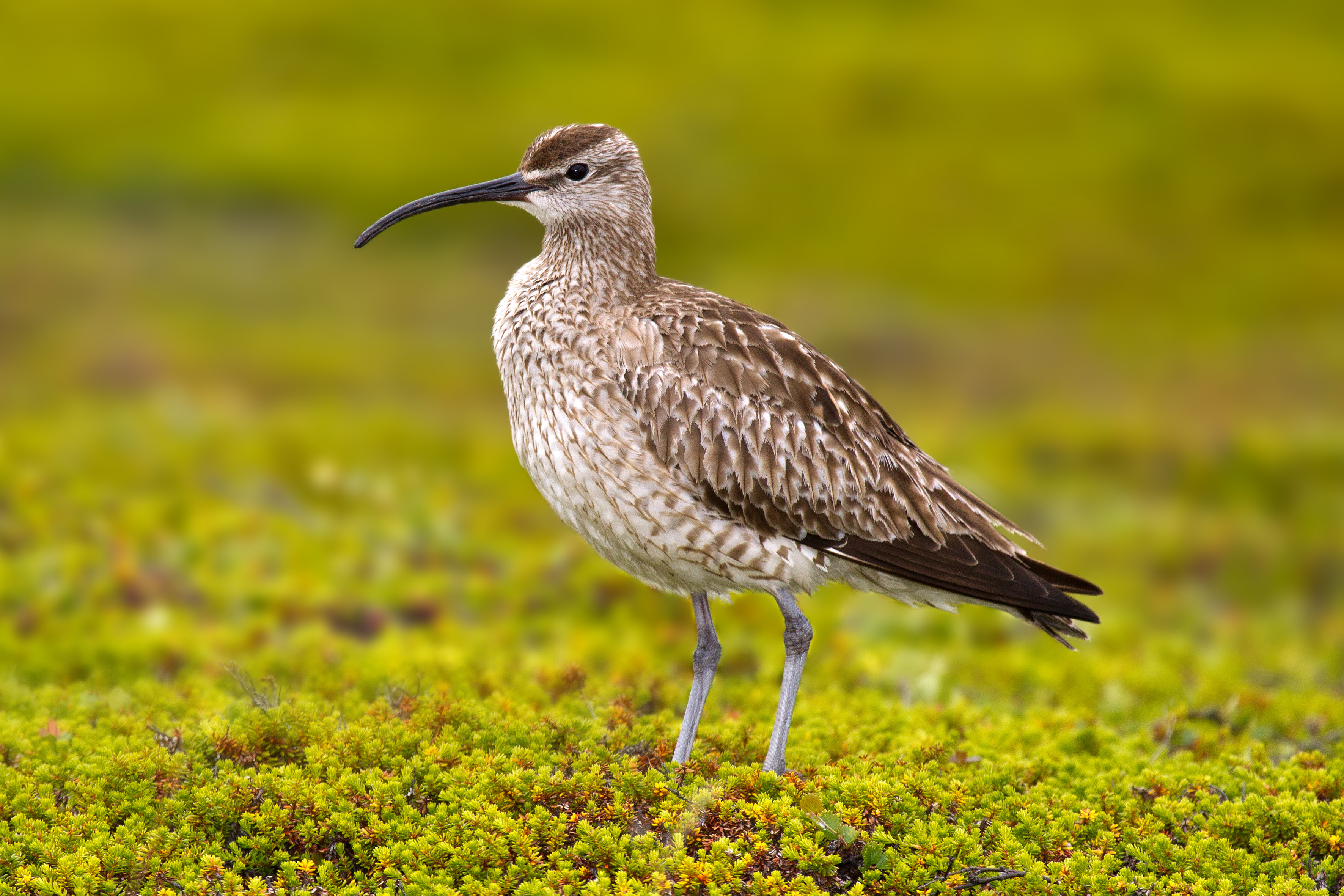
Un esemplare di chiurlo piccolo (Numenius phaeopus)

Le mangrovie del Rio Piranhas ospitano l'unica popolazione nota per la costa orientale del Brasile del lamantino dei Caraibi (Trichechus manatus).

La regione è inoltre importante sito di sosta per molte specie di uccelli migratori tra cui il voltapietre (Arenaria interpres), il piro-piro macchiato (Actitis macularius), l'airone striato (Butorides striatus), il conibecco bicolore (Conirostrum bicolor) e il chiurlo piccolo (Numenius phaeopus).

## Conservazione
Lo stato di conservazione delle mangrovie di questa ecoregione è estremamente variabile. Alcune formazioni, come quelle del fiume Mamanguape e di Ilha de Itamaracá ricadono all'interno di aree naturali protette e mantengono intatta la loro biodiversità. Altre, in particolare quelle prossime ai grossi centri abitati come Recife, João Pessoa e Maceió, sono state profondamente modificate dall'espansione urbanistica, e risentono dell'inquinamento urbano.